# Parti de gauche (France)
Pour les articles homonymes, voir Parti de gauche et PG.

Drapeau du Parti de gauche.

Le Parti de gauche (abrégé en PG) est un parti politique français classé à gauche, fondé le 1er février 2009. Lancé par les parlementaires Jean-Luc Mélenchon et Marc Dolez le 12 novembre 2008, après leur départ du Parti socialiste (PS) à la suite du congrès de Reims, le PG fédère des personnalités et des regroupements issus de traditions politiques diverses, et revendique une orientation socialiste, écologiste et républicaine.
Politiquement situé entre le Parti socialiste et le Parti communiste français, le Parti de gauche entend fédérer l'ensemble des sensibilités de la gauche antilibérale — qu'il nomme aussi « l'autre gauche » — au sein d'une même alliance. En 2008, le PG s'allie au Parti communiste, à la Gauche unitaire et à six autres organisations de gauche et d'extrême gauche au sein de la coalition du Front de gauche, dont Jean-Luc Mélenchon est le candidat à l'élection présidentielle de 2012.
Le PG est coprésidé à partir du congrès du Mans en novembre 2010, par Jean-Luc Mélenchon et Martine Billard. En avril 2016, le Parti de gauche compte 8 000 adhérents. Fin août 2014, Jean-Luc Mélenchon et Martine Billard démissionnent de sa présidence, la direction du parti est alors assurée collectivement par le secrétariat national et sa coordination par Éric Coquerel et Danielle Simonnet.
En 2021, le congrès du Parti de Gauche élit Jean-Christophe Sellin et Hélène Le Cacheux, comme cocoordinateurs.
En 2024, les cocoordinateurs élus sont Jean-Christophe Sellin et Isabelle-Hélène Lerner.
En 2016, en vue des élections présidentielle et législatives de l'année suivante, Jean-Luc Mélenchon forme un mouvement politique, La France insoumise (LFI), que le Parti de gauche contribue à animer. Aux élections législatives de 2017, plusieurs membres du Parti de Gauche sont élus sous l'étiquette du mouvement LFI, puis NUPES en 2022, et enfin NFP en 2024.
Bien que ces partis soient affiliés les uns aux autres, il ne s'agit pas du même groupe politique, et ils ne portent pas les mêmes idées.

## Orientation politique

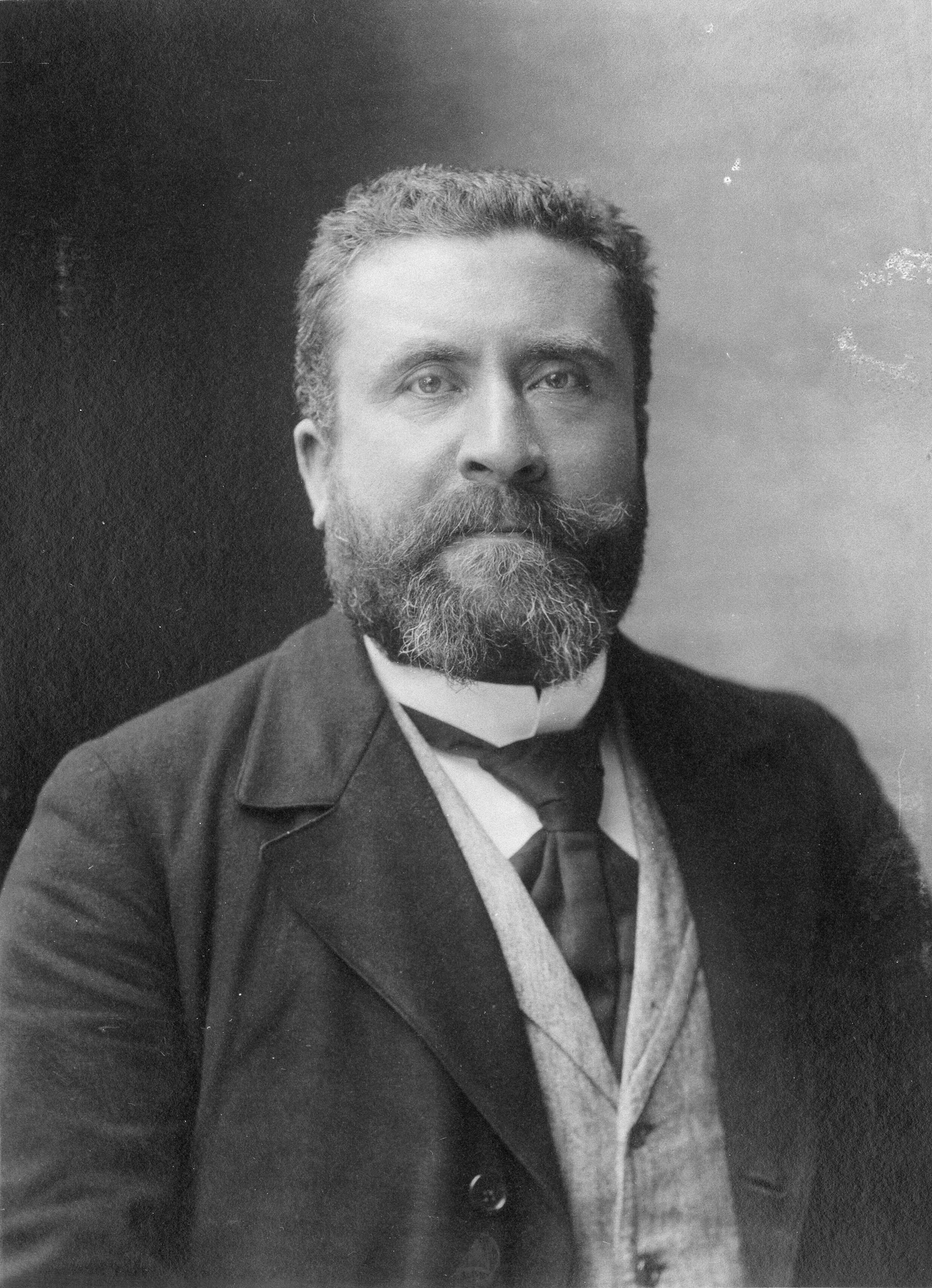
Jean Jaurès, référence de la pensée socialiste selon le Parti de gauche.

### Idéologie
Le PG est un parti socialiste démocratique,, se référant à l'analyse marxiste avec l'objectif de l'adapter aux réalités contemporaines. Il se présente comme l'héritier de l'expérience des luttes féministes, antiracistes, écologistes et altermondialistes et promeut le « dépassement » du capitalisme par une méthode respectueuse des institutions démocratiques (la « révolution citoyenne »). Il met en avant les impératifs sociaux et écologiques, qu'il relie dans le concept de « planification écologique ». Le Parti de gauche se définit ainsi comme un parti politique d'éducation populaire, « ouvert et démocratique », « alliant réflexion et action », « unitaire et fédérateur », internationaliste et « de perspective européenne ». Il est classé à gauche, ou à l’extrême gauche de l’échiquier politique.
Lors de son congrès de Bordeaux en mars 2013, le Parti de gauche adopte un manifeste pour l'écosocialisme composé de 18 thèses, rattachant ainsi le Parti de gauche au courant écosocialiste. Ce manifeste revendique un « socialisme débarrassé de la logique productiviste », ainsi qu'une « écologie farouchement anticapitaliste ». Le Parti de gauche rejoint ainsi d'autres mouvements se réclamant de l'écosocialisme, comme la Quatrième Internationale - Secrétariat unifié, en France le NPA ou Les Alternatifs, Izquierda Unida en Espagne ou SYRIZA en Grèce. Ce manifeste pour l'écosocialisme a également été adopté en décembre 2013 par le Parti de la gauche européenne, auquel appartient le PG.

### Programme
Dans les mois suivant sa fondation, le PG met la crise économique et la catastrophe écologique actuelle sur le compte du système capitaliste. Il prône donc un « renversement politique » et affirme qu'une « autre voie » est possible. Le PG ambitionne de devenir majoritaire, en s'appuyant sur une mobilisation massive, populaire et citoyenne, pour ensuite prendre des responsabilités gouvernementales afin d'appliquer un programme républicain de rupture avec la domination du capitalisme. Il veut agir « en faveur de l'implication citoyenne à tous les niveaux de la vie sociale, dans la protestation comme dans l'action gouvernementale ». Soucieux de « reformuler l'idéal socialiste pour tourner la page du capitalisme », il propose à ce titre un juste partage des richesses, une réhabilitation de la souveraineté populaire qu'il qualifie d'exigence républicaine, le « dépassement » du système capitaliste et celui du modèle productiviste en inventant un « alterdéveloppement ». Il souhaite atteindre ces objectifs en s'attelant à trois tâches : faire face à la droite, rassembler « l'autre gauche » pour gagner les élections et devenir à terme « un parti pour réinventer la gauche ». Lors de ce congrès constituant, le PG propose donc d'organiser ce qu'il qualifie de « travail programmatique » autour de cinq axes :
- Faire face à « l'urgence sociale » en redéfinissant ce qui doit revenir sous contrôle public et en inversant l'ordre du partage des richesses entre le capital et le travail sous toutes ses formes.
- Faire face à « l'urgence environnementale » en installant la planification écologique pour engager une transition vers un modèle d'alter-développement.
- Faire face à « l'urgence démocratique » pour réaliser la refondation républicaine et laïque des institutions et de la société française afin d'inventer la société de ce que Jean Jaurès appelait « la démocratie jusqu'au bout ».
- Faire face à « l'urgence européenne » en tournant la page du « modèle de construction libérale de l'Europe dont le Traité de Lisbonne est la règle du jeu antidémocratique et antisociale ».
- Faire face à « l'urgence économique, sociale et écologique planétaires », en démocratisant les institutions des Nations unies, en reconnaissant « la supériorité des normes sociales et environnementales » et en réorientant les politiques de coopération, notamment.

En 2009, le Parti de gauche propose également vingt-neuf « mesures d'urgence » pour faire face à la crise économique. Ces mesures ont pour objet de combattre les licenciements et les délocalisations, de faire reculer la précarité du travail et la précarité sociale, d'augmenter le pouvoir d'achat et de modifier le partage des richesses, de développer l'emploi et d'amorcer un alterdéveloppement, d'instaurer une maîtrise publique du système financier afin de contrer la spéculation et de maîtriser le développement.
En vue des élections présidentielles et législatives de 2012, le Parti de gauche, avec les cinq autres formations qui composent alors le Front de gauche, se dote d'un programme partagé intitulé L'Humain d'abord. Parmi les principales mesures de ce programme, sur le plan économique on peut citer l'augmentation de SMIC à 1 700 euros bruts, la retraite à 60 ans à taux plein ou encore l'instauration d'un salaire maximum, l'interdiction des licenciements boursiers et la création d'un pôle public financier. Sur le plan politique, ce livre-programme propose le passage à une Sixième république.

### L'écosocialisme
En 2013, le PG élabore et publie 18 thèses pour l'Ecosocialisme sous la direction de Corinne Morel Darleux.
En 2021, ces thèses sont complétées pour devenir 26 Thèses pour l'Ecosocialisme, et se dote d'un Comité permanent pour l'Ecosocialime dont l'objectif est la mise à jour permanente de ces Thèses, et la création d'un réseau écosocialiste international.

### Positionnement politique
Le Parti de gauche est un parti politique classé à gauche, se définissant au côté des autres organisations membres du Front de gauche en 2009 comme un parti de la « gauche de transformation sociale », parfois qualifié également de parti de gauche radicale.
Le politologue Eddy Fougier considère que le Parti de gauche fait partie de la gauche radicale. Dans un article consacré à « la famille de la gauche anticapitaliste en Europe occidentale », les politologues Jean-Michel De Waele et Mathieu Vieira pensent au contraire que le PG et le PCF font partie de ce qu'ils jugent être la composante la plus modérée de « l'anticapitalisme partisan », à savoir « l'aile gauche de la social-démocratie ». Le politologue Philippe Raynaud inclut dans l'extrême gauche Jean-Luc Mélenchon, et Gérard Grunberg y inclus le Parti de gauche.
Les journalistes positionnent parfois le Parti de gauche à la gauche radicale, parfois à l'extrême gauche,,
Des personnalités politiques de droite, notamment de l'UMP, assimilent également le Front de gauche, dont le PG fait partie, à l'extrême gauche, dénonçant ainsi les accords électoraux qu'opère le Parti socialiste avec ceux-ci,.
Selon deux responsables du Parti de gauche, cette assimilation du Front de gauche à l'extrême gauche de la part de l'UMP aurait même pour but de « dresser un écran de fumée devant leur rapprochement idéologique avec le FN ».
Le cofondateur du Parti de gauche, Marc Dolez, a quitté le parti estimant que Jean-Luc Mélenchon a « cornérisé » le parti à l'extrême gauche.
L'European Social Survey classe quant à lui le parti à gauche.

## Organisation interne
Animé par la volonté de porter des orientations politiques et un fonctionnement « novateurs et originaux », en particulier en matière de démocratie et de culture populaire, le PG se veut ouvert à la diversité des expériences de ses militants. Ses statuts déclarent à ce titre que le PG « ne veut pas de chapelles, de culte du chef ou de domination des spécialistes de la politique » et qu'il a vocation à devenir « un parti organisé pour être efficace qui n'épuise pas son énergie dans des luttes internes ». Se définissant comme « accueillant », « ouvert et démocratique », le PG, en tant que parti d'éducation populaire, demande à chacun de ses membres d'être « en veille et en formation politiques permanentes et d'aider les autres à acquérir cette formation ». Il entend consacrer l'énergie que lui insufflent ses militants à son engagement « dans la vie associative, syndicale, intellectuelle et culturelle de la société ».

### Adhérents et structures locales

Premier logotype du PG.

L'adhésion au Parti de gauche est ouverte à toute personne qui n'est pas déjà membre d'un parti politique. Chaque adhérent est tenu de se tenir à jour de cotisation, cotisation proportionnelle à son niveau de revenus. Depuis 2010, il faut être adhérent depuis au moins deux mois pour prendre part aux votes et investitures internes. La cotisation d’élu correspond à 20 % des indemnités d’élu en plus de la cotisation normale.
Les adhérents du Parti de gauche se réunissent en « comités », chaque comité correspondant à une circonscription législative. Par souci pratique, certains comités regroupent plusieurs circonscriptions ou, à l'inverse, une partie seulement d'une circonscription. Chaque comité doit compter au moins cinq adhérents s'il veut prendre part aux activités décisionnelles du Parti de gauche. Le comité est tenu de se réunir au moins dix fois par an, et élit, au scrutin majoritaire plurinominal à un tour, un trésorier, deux cosecrétaires chargés de l'animation et plusieurs correspondants à la coordination départementale toujours à parité femme/homme.
Les comités peuvent se subdiviser en « cercles », comprenant entre cinq et neuf adhérents, sur la base du lieu d'habitation ou de travail. Chaque cercle élit un responsable, chargé d'organiser ses réunions et activités. Les responsables de cercle coordonnent entre eux et avec les cosecrétaires de comité leurs activités militantes.
Tous les comités locaux d'un même département participent à une « coordination départementale ». La coordination départementale représente le Parti de gauche dans le département auprès des organisations politiques et syndicales avec lesquelles le PG interagit. Elle est composée de représentants de chaque comité et d'adhérents du départements élus, chargés de certaines tâches transversales (matériel, site Internet etc.). Chaque comité élit plusieurs représentants (deux minimum, plus selon le nombre de membres), à parité hommes/femmes. Les adhérents chargés des tâches transversales sont élus par l'ensemble des adhérents du département réunis en « assemblée générale ».
Lorsqu'une coordination départementale réunit plus de vingt membres, elle peut se doter d'un secrétariat élu en son sein.
L'investiture des candidats du PG aux élections a lieu en assemblée générale départementale, ainsi que l'élection des membres du Conseil national. Dans tous les cas de figure, et ce quelle que soit l'instance concernée, les élections internes et investitures aux élections se font par vote à bulletin secret. Les votes sur des résolutions ou des textes politiques se font à main levée.
Le PG revendiquait 6 000 adhérents en décembre 2009, et 8 000 en novembre 2010. Selon Martine Billard, le profil des adhérents du PG en 2010 est différent de celui qui existait à la fondation du Parti. Alors qu'il était initialement composé essentiellement d'anciens militants socialistes, les nouveaux militants du PG seraient plutôt des syndicalistes et des personnes n'ayant appartenu à aucune organisation politique depuis une à deux décennies. Le cap des 10 000 adhérents est atteint lors de la campagne des élections présidentielles de 2012. Là aussi, il s'agit bien souvent d'individus n'ayant appartenu à aucune formation politique. Lors du Conseil National du Parti de gauche du 28 avril 2012, Martine Billard annonce que le parti compte plus de 11 000 adhérents.

### Instances nationales
Les comités du Parti de gauche sont représentés au sein du « Conseil national » (CN), instance délibérative habilitée à discuter des rapports proposés par le Bureau national et les commissions thématiques. Ses membres sont élus pour un mandat de 3 ans en Assemblée générale départementale des adhérents, à raison de deux délégués par tranche de cinquante adhérents, en respectant la parité homme/femme. Le CN se réunit au moins trois fois par an sur convocation du Bureau du Conseil national.

Le Congrès élit le « Secrétariat exécutif national » (SEN), constitué de 14secrétaires nationaux, tous responsables d'une tâche organisationnelle (trésorerie, propagande, élus, etc.) ou d'un thème politique précis (mouvement social, international, économie, etc). Le SEN se réunit toutes les semaines et est doté d'un pouvoir décisionnel sur la base de l'orientation fixée par le CN lors de sa dernière réunion.
Le SEN organise enfin des commissions thématiques, ouvertes à tous les adhérents. Elles débattent de sujets prédéfinis et doivent présenter un rapport, fruit de ces débats, devant le CN au moins une fois par an. Des commissions fonctionnelles sont chargées d'assister les différents secrétaires nationaux dans leur tâche.
Les instances nationales élaborent le programme et les statuts du PG, qui sont par la suite validés par le congrès après amendements par les comités. Le congrès est constitué de délégués des comités élus en leur sein. Le nombre de délégués varie en fonction du nombre d'adhérents du comité.

### Direction nationale
Le Secrétariat exécutif national, conseil paritaire, réunit quatorze membres. Ils sont élus lors du congrès de 2024.
- Isabelle-Hélène Lerner et Jean-Christophe Sellin, coordinatrice et coordinateurs du Parti de Gauche, premiers porte-paroles
- Pierre Boutry, trésorier
- Alexandre Cailleteau, co secrétaire général
- Sophie Ravanne, co secrétaire générale
- Ihssane Darkrim
- Sandrine Coquerie
- Louis Garine
- Anissa Slimi Demailly
- Yannick Lévêque
- Jean-Paul Tual
- Antoine Bertrand
- Lynda Kebbas
- Cécile Germain

Le Conseil national, lui aussi paritaire, est composé de 200 membres. Huit d'entre eux sont membres du Bureau national :
- Dominique Fortunato
- Lola Rodriguez
- Jason Valente
- Sophie Ruiz
- Jean Claude Val
- Lauriane Jourdain
- Cedric Bescond
- Jocelyne Dubois

Hélène Le Cacheux, cofondatrice du PG dans les Bouches-du-Rhône, et Jean-Christophe Sellin, conseiller régional d'Occitanie, succèdent à Danielle Simonnet et Éric Coquerel à la suite du cinquième congrès en avril 2021.
En mars 2024 à l'occasion du sixième congrès, Isabelle Hélène Lerner succède à Hélène Le Cacheux.

### Arrivées et départs du parti
Le Parti de gauche a connu depuis sa fondation l'arrivée de nouveaux militants et le départ d'autres.

#### Nouveaux adhérents
Lors d'une convention nationale organisée les 5 et 6 décembre 2009, la députée Martine Billard et ses soutiens de la « Gauche écologiste », démissionnaires d'Europe Écologie Les Verts, intègrent officiellement le PG. Martine Billard est nommée à cette occasion porte-parole nationale.
En février 2011, à la suite du premier congrès du Nouveau Parti anticapitaliste depuis sa fondation, certains militants du NPA décident de rejoindre le Parti de gauche. C'est notamment le cas de Leïla Chaibi et Maël Goepfert, tous les deux membres du Collectif L'Appel et la Pioche,.
En juillet 2012, Raoul-Marc Jennar, tête de liste du NPA dans la circonscription Sud-est lors des élections européennes de 2009, annonce son adhésion au PG.

#### Départs
En janvier 2011, l'économiste Christophe Ramaux, membre de la commission économie du PG, quitte le parti. Il regrette l'absence de programme du parti, la tonalité du livre de Jean-Luc Mélenchon Qu'ils s'en aillent tous !, et le manque d'ouverture et de débat à l'intérieur du parti.
En août 2011, l'ex-syndicaliste Claude Debons, un des membres fondateurs du parti, annonce lui aussi son départ en déplorant que le parti n'ait pas « su faire vivre un certain pluralisme des idées et des expériences » et « un centralisme inadapté à notre époque ». En juillet 2012, le maire de Grigny, René Balme, décide de quitter le PG, qui lui avait demandé de se justifier devant les instances nationales du parti, à la suite de la polémique provoquée par la publication d'un article de Rue89 révélant qu'il était le fondateur et l'animateur d'un site hébergeant des textes conspirationnistes. Le 21 août 2012, Franck Pupunat, l'un des fondateurs du parti, annonce qu'il se met en congé du PG, invoquant notamment le besoin d'une « relation sereine avec la gauche au pouvoir ».
Le 19 décembre 2012, Marc Dolez, député du Nord et cofondateur du PG avec Jean-Luc Mélenchon, décide de quitter le parti. Il explique sa décision en indiquant que Jean-Luc Mélenchon « concentre ses critiques sur l'exécutif de gauche au lieu de s'attaquer à la droite ». Il juge les propos de Jean-Luc Mélenchon comme trop centrés sur une critique du Parti socialiste. « Nos propositions sont rendues souvent inaudibles à cause de l'outrance du verbe […] Je ne crois pas à la thèse de deux gauches irréconciliables ni au mythe du recours […] Je ne me résoudrai jamais à considérer que le gouvernement va échouer et que nous serons là à ramasser les morceaux. Si la social-démocratie devait s'effondrer, je crains que ce ne soit au profit de la droite extrême. », déclare-t-il. En février 2014, 56 militants quittent le parti, dénonçant « l’absence d’écoute » et une « dérive autoritaire » des instances régionales et nationales, sur fond de querelles pour les investitures pour les élections municipales de mars.
Joseph Rossignol, ex-maire de Limeil-Brévannes et ancien député de la 3e circonscription du Val-de-Marne quitte quant à lui le PG en octobre 2013 en désaccord avec la stratégie de celui-ci contre le Front national.
En septembre 2018, après un entretien controversé dans l'Obs, Georges Kuzmanovic, ancien secrétaire national du PG et orateur national de La France insoumise, est exclu de la liste de candidats aux élections européennes. Il décide alors de quitter le parti ainsi que La France insoumise et fonde son propre mouvement, en 2019, République souveraine.
En mai 2019, Andréa Kotarac, alors conseiller régional d'Auvergne-Rhône-Alpes, appelle à voter FN pour les élections européennes. Il est alors exclu du parti puis démissionne de son mandat régional en septembre 2019.

## Siège
Le premier siège du parti se situe 68 avenue de la République, dans le 11e arrondissement de Paris avant de rester au 8 rue Chassagnolle dans la commune des Lilas le temps de trouver un nouveau local afin de répondre à l'affluence d'adhérents. Il déménage ensuite au 20-22 rue Doudeauville, dans le 18e arrondissement de Paris.

## Histoire

### Création du Parti de gauche

#### Scission du Parti socialiste

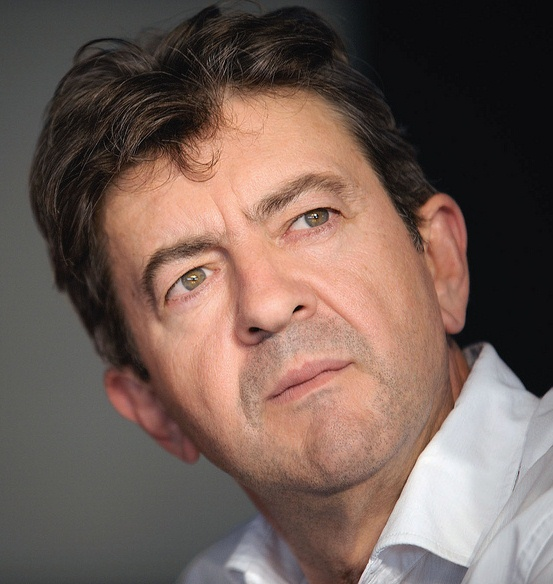
Jean-Luc Mélenchon, cofondateur du Parti de gauche.

Le PG est issu d'une scission du Parti socialiste (PS) opérée durant le congrès de Reims, sur la base de divergences sur la ligne politique à adopter. Le 7 novembre 2008 a lieu, dans le cadre de ce congrès, le vote des militants socialistes pour départager les différentes motions et définir ainsi la ligne politique du PS. Les courants animés par Jean-Luc Mélenchon et Marc Dolez, respectivement Trait d'union et Forces militantes, font alors partie de la motion C, conduite par Benoît Hamon et qui rassemble pour la première fois tous les courants de l'aile gauche du PS. Elle n'obtient que 18,52 % des suffrages, les militants plébiscitant les trois motions issues de la majorité sortante. L'aile gauche du PS voit son score diminuer de moitié par rapport au congrès précédent : les motions conduites par Laurent Fabius et par le Nouveau Parti socialiste avaient alors capitalisé 45 % des suffrages militants. S'estimant marginalisés, MM. Mélenchon et Dolez font part de leur intention de quitter le parti immédiatement après la publication des résultats.
Ils justifient leur choix par le fait que ce vote traduit une très large victoire de la majorité sortante, qui emporte 80 % des suffrages et, parmi elles, de celle prônant l'alliance au centre (motion E soutenue par Ségolène Royal et la majeure partie des courants et personnalités de l'aile droite du PS, arrivée en tête avec 29 % des voix). Se jugeant trop éloignés de cette ligne politique qu'ils ont toujours dénoncée, et estimant qu'elle est devenue majoritaire au sein de leur parti, ils décident, « par fidélité à leurs engagements » et dans un souci d'indépendance d'action, de quitter le PS, pour créer un nouveau mouvement « sans concession face à la droite ». Ils appellent dans la foulée « à la constitution d'un front de forces de gauche pour les élections européennes ». Un site Internet provisoire destiné à promouvoir leur initiative, « Ça suffit comme ça », est très rapidement mis en place. Leur appel trouve dès le lendemain un écho favorable auprès du Parti communiste français qui, par la voix du député européen Francis Wurtz, leur propose une union pour créer un « Front progressiste européen », conformément à l'appel lancé par le PCF dès le 24 octobre.

#### Structuration du futur parti et meeting de lancement

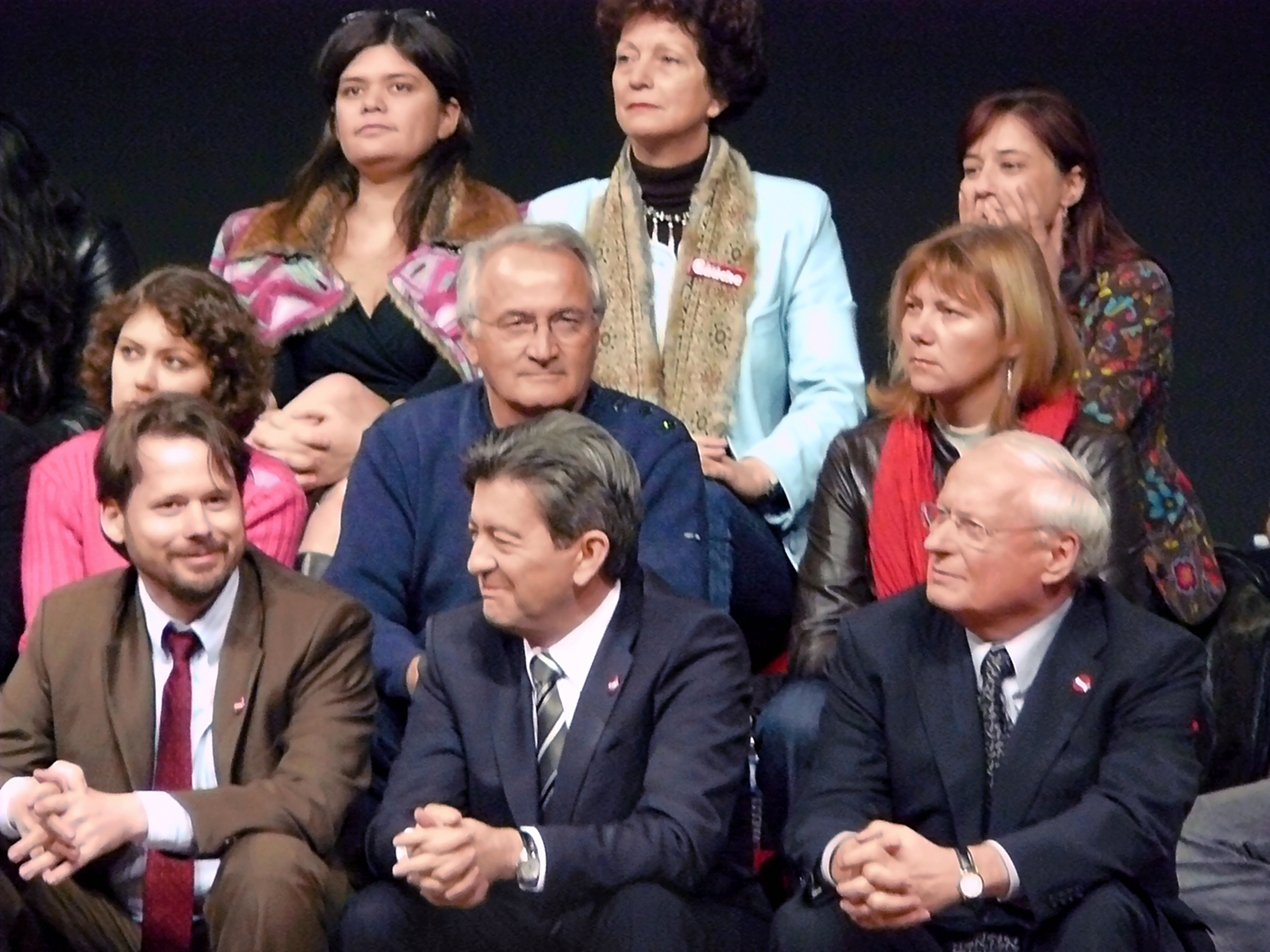
De gauche à droite, au premier rang, François Delapierre, Jean-Luc Mélenchon et Oskar Lafontaine lors du premier meeting de lancement. Au troisième rang a gauche, Raquel Garrido.

Jean-Luc Mélenchon et Marc Dolez annoncent officiellement le 12 novembre 2008 la création du Parti de gauche dont le congrès fondateur devait à l'origine avoir lieu 7 février 2009. Lors d'une conférence de presse, ils affirment vouloir prendre pour modèle le parti allemand Die Linke (« La Gauche »), fondé en 2007 par des scissionnistes du Parti social-démocrate d'Allemagne et les ex-communistes d'Allemagne de l'est, qui connaît un succès électoral grandissant. Pour la République sociale (PRS), association fondée en mai 2004 par Jean-Luc Mélenchon en dehors du PS et Forces militantes, rejoints par le syndicaliste Claude Debons et le parti MARS - Gauche républicaine, présidé par Éric Coquerel, s'investissent pleinement dans la fondation du nouveau parti. Le site officiel du PG est lancé dans la même journée. Dans les journées suivantes, le PG est rejoint par plusieurs élus locaux, notamment de l'Essonne et des Hauts-de-Seine et par deux conseillers de Paris. D'autres personnalités issues du Mouvement des citoyens (MDC) font également part de leur intérêt pour le nouveau parti, comme le député Jacques Desallangre ou l'ancien député Pierre Carassus. Le 18 novembre, le PG et le Parti communiste français (PCF) forment une alliance en vue des européennes, le « Front de gauche », qu'ils veulent ouvert à toutes les formations politiques de gauche qui se sont opposées à la ratification du défunt Traité établissant une constitution pour l'Europe.
Le 22 novembre, à la suite des résultats du second tour de l'élection du premier secrétaire du PS, le Parti de gauche reçoit le soutien de nouveaux socialistes démissionnaires. Ainsi Franck Pupunat, dirigeant du Mouvement Utopia, annonce qu'il rejoint, à titre personnel, le Parti de gauche, accompagné par plusieurs autres animateurs de ce courant, de même que Jacques Généreux, économiste, membre du Conseil national du PS et du courant NPS. Au cours de la semaine suivante, le député-maire divers gauche de Tergnier (Aisne) Jacques Desallangre et le sénateur MRC de la Loire-Atlantique François Autain rallient le PG, qui dispose alors de deux députés et de deux sénateurs. Le Mouvement de la gauche progressiste, parti politique actif dans la Sarthe, annonce au même moment son intention de participer à la fondation du Parti de gauche. Au Sénat et à l'Assemblée nationale, Jean-Luc Mélenchon et Marc Dolez quittent les groupes parlementaires socialistes pour rejoindre des groupes plus à gauche (respectivement CRC-SPG et GDR).

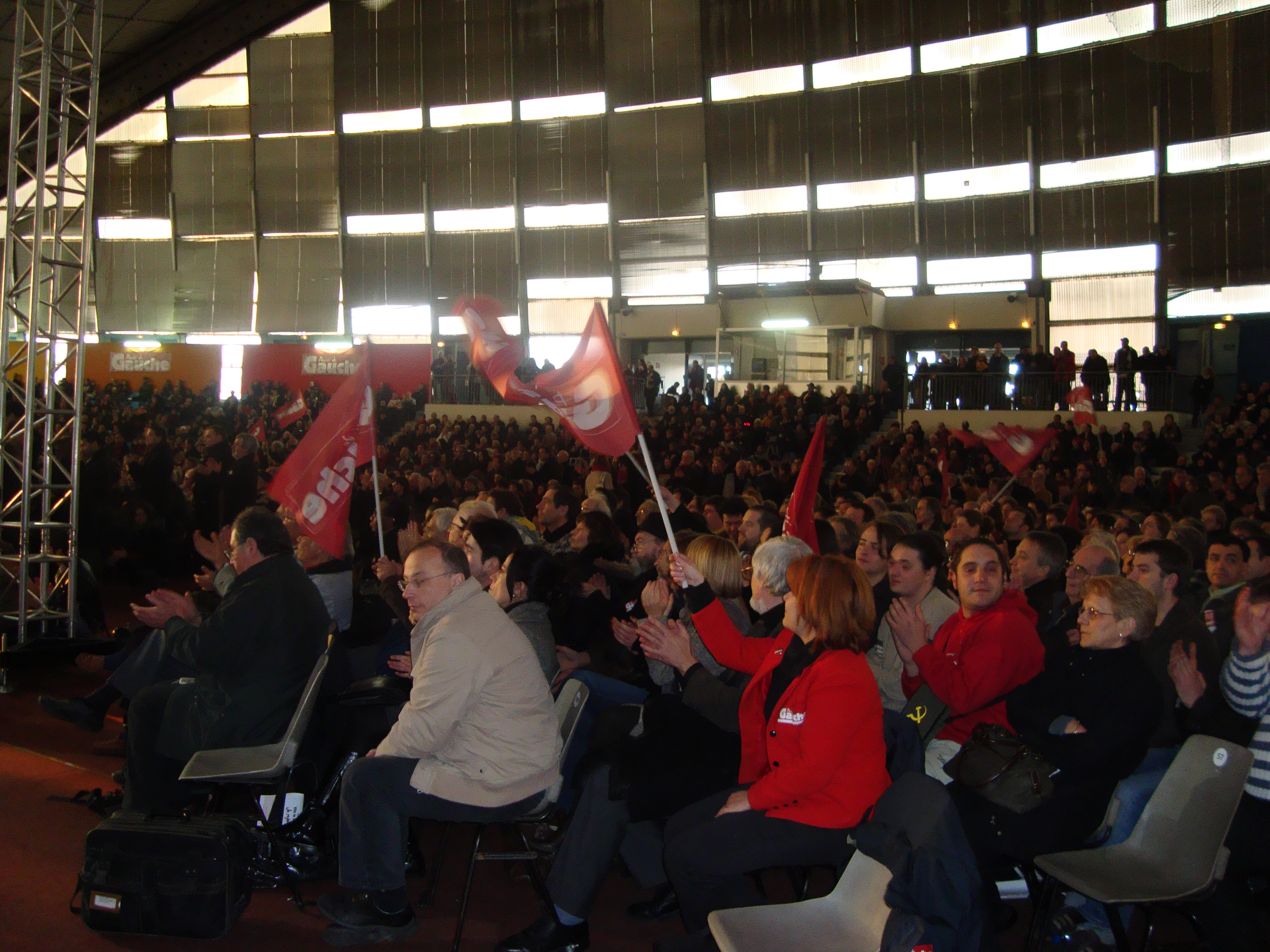
Public au meeting de lancement.

Un premier meeting de lancement a eu lieu le 29 novembre, en présence du coprésident de Die Linke Oskar Lafontaine, dans le gymnase de l'Île-des-Vannes, situé sur le territoire communal de L'Île-Saint-Denis (Seine-Saint-Denis). L'évènement a rassemblé entre un millier, selon la journaliste de l'AFP dépêchée sur place (qui aurait volontairement sous-estimé l'affluence réelle en raison d'une frustration selon le PG), et plus de 3 000 personnes selon les organisateurs. Se sont succédé à la tribune les membres fondateurs du parti, Oskar Lafontaine, ainsi que l'ambassadrice de Bolivie en France, porteuse d'un message de soutien du président Evo Morales, ou encore le cinéaste Robert Guédiguian. Lors de son discours de clôture, Jean-Luc Mélenchon a exhorté les écologistes de gauche à rejoindre la coalition du « Front de gauche » plutôt que celle d'« Europe Écologie » en vue des élections européennes, a confirmé la stratégie d'alliance avec le PCF et a annoncé qu'une rencontre était prévue avec Olivier Besancenot. Il présente également le PG comme un parti aspirant à gouverner sur la base d'une nouvelle majorité à gauche.
Attaché à l'idée du dialogue avec les différentes organisations politiques de la gauche de transformation et les syndicats, le PG envoie des délégations à la rencontre d'un certain nombre de partis politiques et d'organisations syndicales entre novembre 2008 et janvier 2009.
Le 24 janvier 2009, le PG tient son premier forum sur la planification écologique au Sénat, en présence d'Hervé Kempf et de Martine Billard. Les conclusions des débats qui y ont lieu servent de base à la rédaction d'un texte présenté au congrès constitutif de la semaine suivante, et posent les fondations du volet écologique du programme du PG qui sera élaboré lors du congrès de l'automne 2009.

#### Congrès constitutif

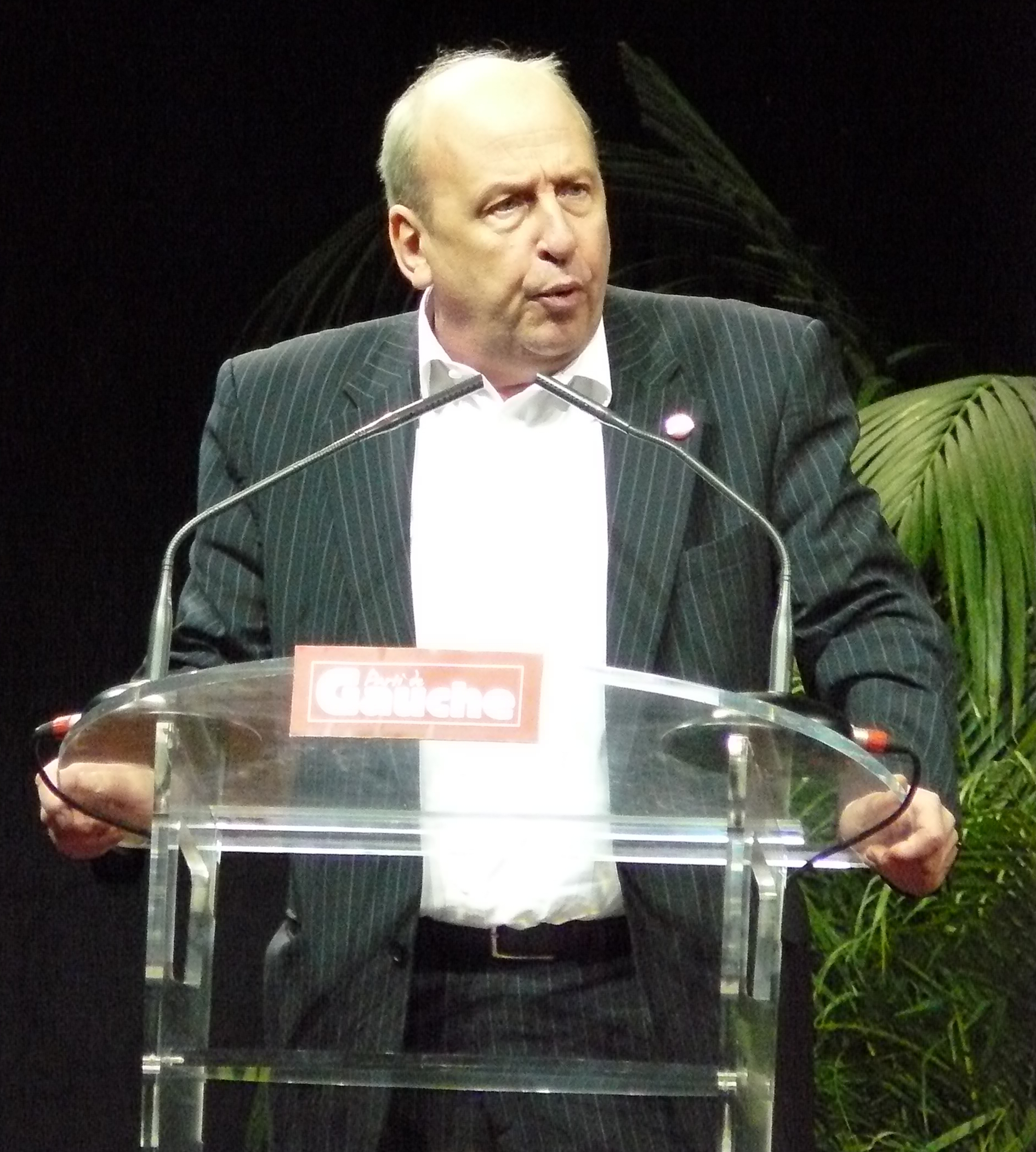
Marc Dolez à la tribune du Congrès constitutif du PG.

Le premier congrès du Parti de gauche s'est tenu à Limeil-Brévannes (Val-de-Marne) du 30 janvier au 1er février 2009. Il devait initialement avoir lieu une semaine plus tard, mais a finalement été avancé pour ne pas avoir lieu en même temps que le congrès fondateur du Nouveau Parti anticapitaliste, avec lequel des négociations en vue d'une alliance pour les élections européennes étaient encore en cours. Ce congrès de « l'urgence » était consacré à « la réponse à la crise qui s'aggrave et à la préparation des élections européennes ». Il a permis la constitution effective du PG en parti politique organisé. Les quelque 600 délégués des différents comités (chaque comité correspondant à une circonscription législative) ont débattu des mesures d'urgence pour répondre à la crise économique, des statuts du PG, de l'orientation qu'il doit prendre jusqu'à son congrès programmatique de l'automne 2009 et de la stratégie à adopter pour les élections européennes de 2009. Les principaux amendements apportés par les différents comités aux textes qui leur étaient proposés ont été soumis aux suffrages des délégués. Le projet de texte d'orientation et le texte relatif à l'organisation des élections européennes ont été approuvés à la quasi-unanimité. Les mesures d'urgences proposées par le PG pour remédier à la crise économique ainsi que les statuts du nouveau parti ont été longuement débattus, richement amendés et finalement très largement approuvés par les délégués.
Plusieurs représentants des partis et organisations politiques invités à rejoindre le front de gauche étaient présents, notamment Marie-George Buffet, secrétaire nationale du Parti communiste, longuement ovationnée. Des représentants de partis politiques d'autres pays étaient aussi présents. Les délégués du Parti socialiste unifié du Venezuela et du parti allemand Die Linke ont notamment été très chaleureusement accueillis. Le congrès a pris fin après un discours de Jean-Luc Mélenchon appelant à élargir autant que possible le Front de gauche, en particulier au NPA. Le prochain congrès, consacré au programme, se tiendra à l'horizon de l'automne 2009.

### Création du Front de gauche et élargissement du Parti de gauche

#### Front de gauche pour changer d'Europe

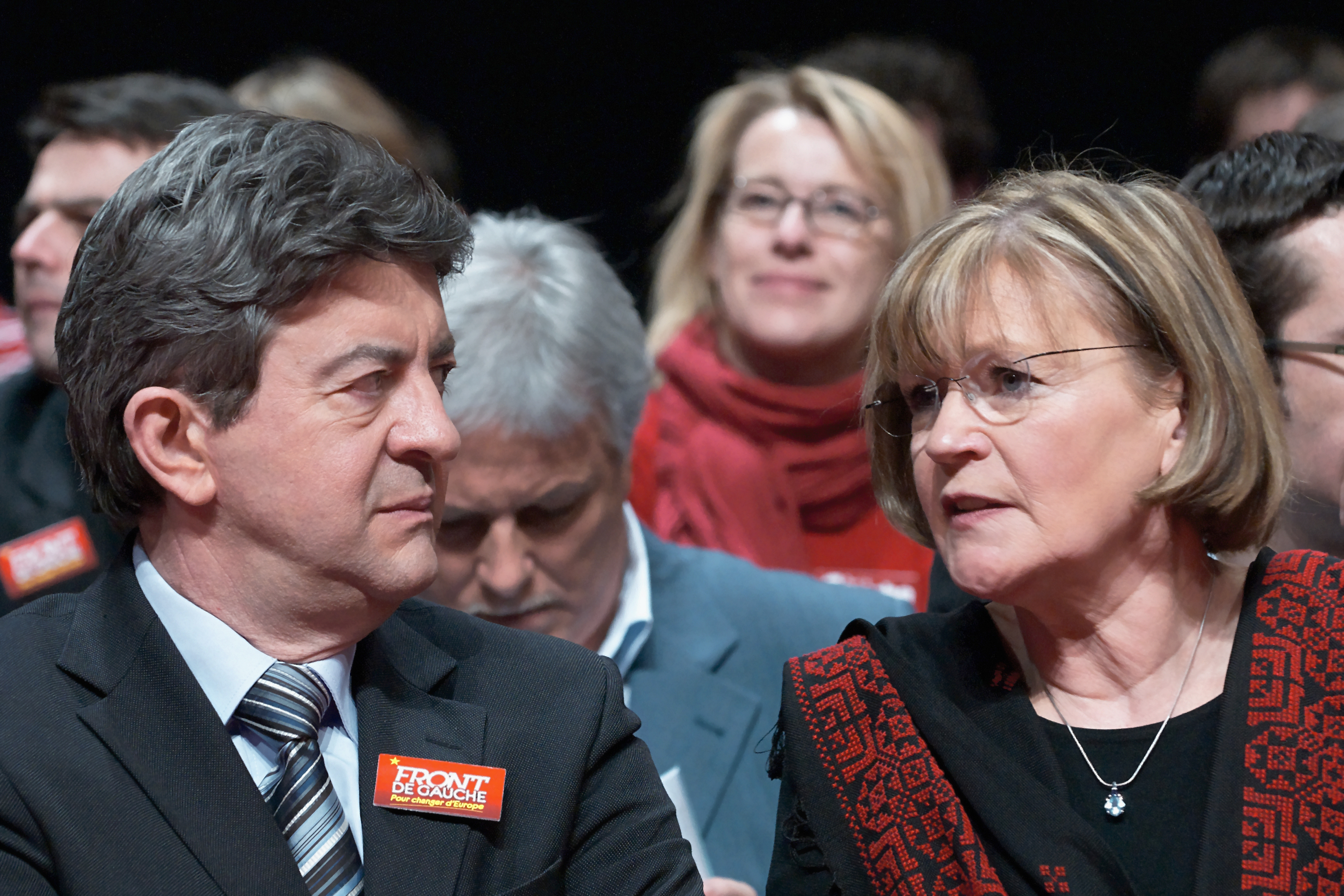
Jean-Luc Mélenchon et Marie-George Buffet, secrétaire nationale du Parti communiste français, lors d'un meeting du Front de gauche au Zénith de Paris le 8 mars 2009.

Le 18 novembre 2008, à l'occasion d'une rencontre avec le Parti communiste français (PCF), les deux partis ont officiellement annoncé leur alliance, qu'ils qualifient de « partenariat », dans le cadre d'un « front de gauche pour une autre Europe démocratique et sociale, contre la ratification du Traité de Lisbonne et les traités européens actuels ». Ils précisent que ce front est ouvert « à tous les partis qui se sont engagés dans la bataille du « non » de gauche contre le projet de Traité établissant une constitution pour l'Europe », appelant le Nouveau Parti anticapitaliste (NPA) d'Olivier Besancenot, le Mouvement républicain et citoyen (MRC) de Jean-Pierre Chevènement et Les Alternatifs à rejoindre leur coalition.
La proposition du Front de gauche a été dans un premier temps favorablement accueillie par les Alternatifs et la CNCU, les premiers rejetant finalement l'hypothèse de leur participation au Front de gauche au terme d'une consultation interne, et les seconds préférant ne prendre position que dans le cadre de la Fédération pour une alternative sociale et écologique dont ils sont membres. Le Parti ouvrier indépendant a finalement décidé de ne pas prendre part à ces élections, tandis que Lutte ouvrière a déposé ses propres listes. Aucun accord n'ayant été trouvé avec le Nouveau Parti anticapitaliste, celui-ci ne fera pas partie du Front de gauche, mais sa minorité, menée par Christian Picquet et son nouveau parti, la Gauche unitaire, est désormais partie intégrante du Front de gauche. Le Mouvement républicain et citoyen, en désaccord sur la nature de la construction européenne et qui souhaitait étendre le Front de gauche au Parti socialiste, ce que le PG et le PCF refusent compte tenu du fait que le PS soutient la ratification du Traité de Lisbonne, a finalement refusé l'alliance.
Le Front de gauche pour changer d'Europe, initialement formé par le PCF et le PG, sera finalement composé, en plus de ces deux partis, de la Gauche unitaire, de dissidents du MRC rassemblés au sein de l'organisation République et socialisme, ainsi que de plusieurs groupements locaux comme l'Alternative démocratie socialisme (ADS) dans le centre et de plusieurs personnalités indépendantes. C'est devant 6 000 personnes, au Zénith de Paris, que la campagne nationale des élections européennes a officiellement été lancée. Le Front de gauche réalise un score national de 6,05 % des suffrages exprimés (6,47 % si l'on inclut la liste de l'Alliance des Outre-mers soutenue par le FG), et fait élire quatre de ses candidats (cinq en incluant l'Outre-mer), dont Jean-Luc Mélenchon, élu dans la circonscription Sud-Ouest, avec un score de 8,15 % des voix.

#### Congrès fondateur et ralliement de Martine Billard

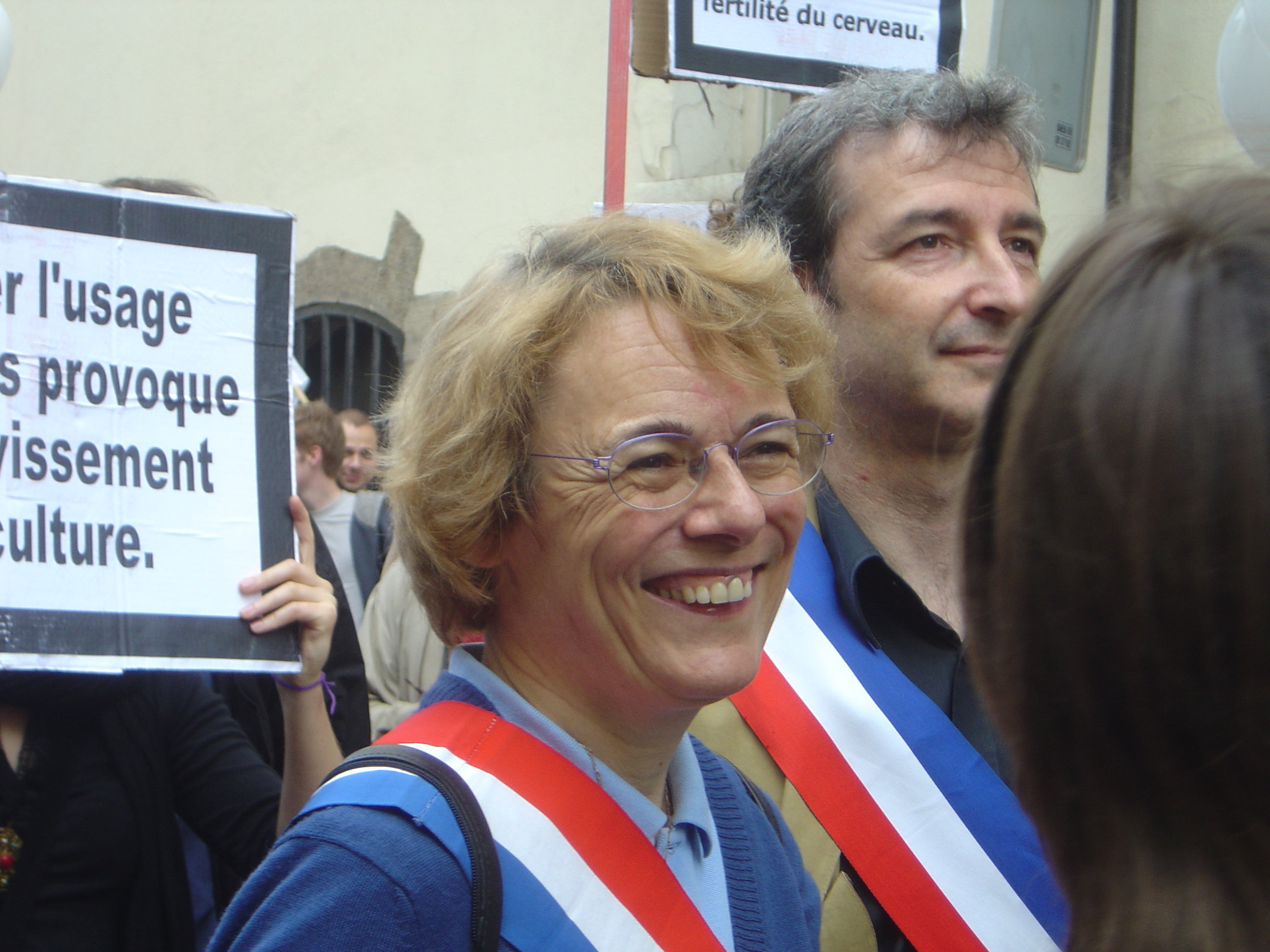
Martine Billard, députée écologiste de Paris, ralliant le Parti de gauche.

Le 8 juillet 2009, Martine Billard, l'une des quatre députés des Verts, annonce qu'elle quitte son parti pour se rapprocher du PG. Critiquant « cette évolution au centre que subissent les Verts avec Europe Écologie », elle appelait alors « les écologistes qui se reconnaissent dans l'antilibéralisme et dans l'antiproductivisme à participer collectivement » à la convention nationale du PG des 5 et 6 décembre 2009. Elle annonçait dans le même temps le ralliement de plusieurs autres militants issus des verts et d'autres courants de l'écologie politique, qui s'organisent dans un premier temps dans le courant « Gauche écologiste » pour coorganiser avec le PG la Convention nationale au terme de laquelle ils sont définitivement intégrés au Parti de gauche. Ils seraient près de 300 militants à l'avoir suivie. Martine Billard a été proposée à cette même occasion pour occuper la fonction de porte-parole. Au terme[réf. souhaitée] de la convention, un premier texte programmatique de plus de 80 pages, baptisé « Lignes d'horizon », a été adopté après débats et amendements et une nouvelle version du logotype du PG, intégrant une nuance de vert et le sous-titre « ÉCOLOGIE, SOCIALISME, RÉPUBLIQUE » a été rendu public.
Selon Jacques Généreux (ancien secrétaire national à l'économie au PG) dans Le Socialisme néomoderne, « la « vraie » écologie est socialiste » et « prône la rupture avec le productivisme tout en donnant les moyens économiques suffisants aux classes moyennes et populaires d'assurer la transition énergétique » (détaxation des produits et services écologiques sains et surtaxation des produits et services polluants et malsains par exemple) « la transformation profonde des modes de vie et de déplacement qui articule étroitement progrès social et préservation écologique de la planète ».
Le PG a repoussé son congrès fondateur au mois de juin de l'année 2010. Le voulant ouvert et capable d'opérer un « dépassement », il appelle ses comités à coorganiser ce congrès avec toutes les organisations et personnalités isolées susceptibles de l'intégrer. Ce congrès se tient finalement au Mans, du 19 au 21 novembre 2010. À l'issue de ce congrès, auquel participent 700 délégués, le Parti de gauche est dirigé par deux coprésidents, Jean-Luc Mélenchon et Martine Billard. Il joue également un rôle de consolidation de parti puisque les statuts définitifs du PG y sont adoptés. Le Parti de gauche prépare également lors de ce congrès les échéances électorales de 2012, et en particulier l'élection présidentielle pour laquelle Jean-Luc Mélenchon brigue l'investiture du Front de gauche.

#### Élections régionales de 2010
Les instances nationales du PG définissent très tôt la stratégie du parti pour les mois à venir : constitution d'un front permanent de tous les partis de la gauche anticapitaliste, dans les luttes comme dans les urnes, incluant la formation de listes de rassemblement aussi larges que possible aux premiers tours des élections régionales de 2010. Il s'adresse à ce titre à ses partenaires de coalition lors des élections européennes, à savoir le Parti communiste français et la Gauche unitaire, mais aussi à d'autres partenaires potentiels, comme le NPA, les Alternatifs, la Fédération pour une alternative sociale et écologique ou encore le club République et socialisme. Le PG souhaite faire en sorte que ces listes de large rassemblement obtiennent des scores supérieurs à ceux des listes menées par le Parti socialiste, pour inverser le rapport de force au sein de toute la gauche. Dans le cas contraire, le PG se dit ouvert à l'idée d'une fusion avec les listes menées par le Parti socialiste, à condition qu'elles ne comprennent pas de représentants du MoDem.
Au terme d'une longue procédure de consultations internes, le PCF vote l'idée d'un Front de gauche « élargi » et autonome au premier tour dans 17 régions métropolitaines sur 22. Après une série de « rencontres unitaires », les discussions achoppent entre le NPA et les composantes du Front de gauche sur la question des conditions posées à la participation aux exécutifs régionaux avec le PS et les Verts. Un accord national est finalement signé entre, d'une part, les trois composantes du Front de gauche et, d'autre part, le M'PEP, le PCOF, Les Alternatifs, République et Socialisme et, dans un premier temps, la FASE pour présenter des listes intitulées « Ensemble pour des régions à gauche, solidaires, écologiques et citoyennes » dans les 17 régions dans lesquelles le PCF a opté pour l'autonomie au premier tour. Dans trois de ces régions (Languedoc-Roussillon, Limousin et Pays de la Loire), le NPA s'ajoute à ce rassemblement. Dans les cinq autres régions, le PG opte pour une stratégie variable dépendante des contextes locaux. Il présente ainsi des listes communes avec le NPA en Bourgogne, en Champagne-Ardenne et en Basse-Normandie, et constitue des listes avec des dissidents du PCF et les autres forces signataires de l'accord national des listes « Ensemble » en Bretagne et en Lorraine. Sur l'ensemble de ces listes, le PG en mène quatre auxquelles il faut ajouter 24 têtes de liste départementales.
Le résultat global des listes Front de gauche, 7 % dans les 17 régions dans lesquelles il était présent au premier tour permet au PG, au terme de fusions avec le PS et Europe écologie au deuxième tour, d'obtenir 17 élus dans les conseils régionaux.

#### Manifestations contre la réforme des retraites de 2010
Le Parti de gauche se montre très présent dans les manifestations contre la réforme des retraites, un thème qui a dominé en septembre 2010 la Fête de l'Humanité. Les 23 et 24 octobre, le Front de gauche (PG, Parti communiste français et Gauche unitaire) organisent une collecte nationale de soutiens aux salariés grévistes, réunissant notamment 6 000 euros à Paris.

#### Élections régionales de 2011
Aux régionales de 2010, la participation chute de 11 points, tombant pour la première fois à 46,33 %, mais les listes Front de gauche obtiennent 6,95% dans 17 régions avec 170 000 voix de plus qu'aux européennes. La percée des écologistes, souvent allié avec le PS, qui obtiennent 12,18%, fait cependant que le FG obtient seulement 125 élus dont 95 PCF, ce qui préocuppe les successeurs potentiels de Marie-George Buffet. L'un d'eux déclare dans la presse que « une grande partie des communistes » ne voudra pas faire la campagne présidentielle de Jean-Luc Mélenchon en 2012 et le député PCF du Rhône, André Gerin avertit que cette « baisse du nombre d'élus communistes dans les régions s'ajoute à la perte de 30 villes en 2001. »,. Finalement, Marie-George Buffet doit quitter en 2010 le poste de secrétaire nationale, étant remplacée par Pierre Laurent. Dans le même temps plusieurs dirigeants et élus « refondateurs » quittent le parti.

#### Élections cantonales de 2011
Le Parti de gauche présenta des candidats sous l'étiquette Front de gauche et obtient 5 élus selon les résultats officiels.

### Élections présidentielle et législatives de 2012
Pour la présidentielle de 2012, le Parti de gauche, dans le cadre du Front de gauche, soutient Jean-Luc Mélenchon, qui arrive en quatrième position à l'issue du premier tour avec 11,10 % des voix (3 984 822 voix).
Lors des législatives de 2012, une centaine de candidats du Parti de gauche sont investis par le Front de gauche, le reste des candidatures provenant essentiellement du Parti communiste. Jean-Luc Mélenchon termine troisième, derrière Marine Le Pen et le socialiste Philippe Kemel. Martine Billard, coprésidente du PG et députée sortante de la première circonscription de Paris (disparue pour les élections de 2012 à la faveur du redécoupage des circonscriptions législatives en 2010) est battue dès le premier tour dans la nouvelle cinquième circonscription de Paris Paris, tandis que Marc Dolez, réélu dans la dix-septième circonscription du Nord avec 100 % des suffrages exprimés (Monique Amghar (PS) s'étant désistée), devient le seul député du PG, jusqu'à l'annonce le 19 décembre 2012 de sa sortie du PG. Le Front de gauche dans son ensemble ne fait élire que 10 députés contre 18 sortants.

### Troisième congrès (2013)

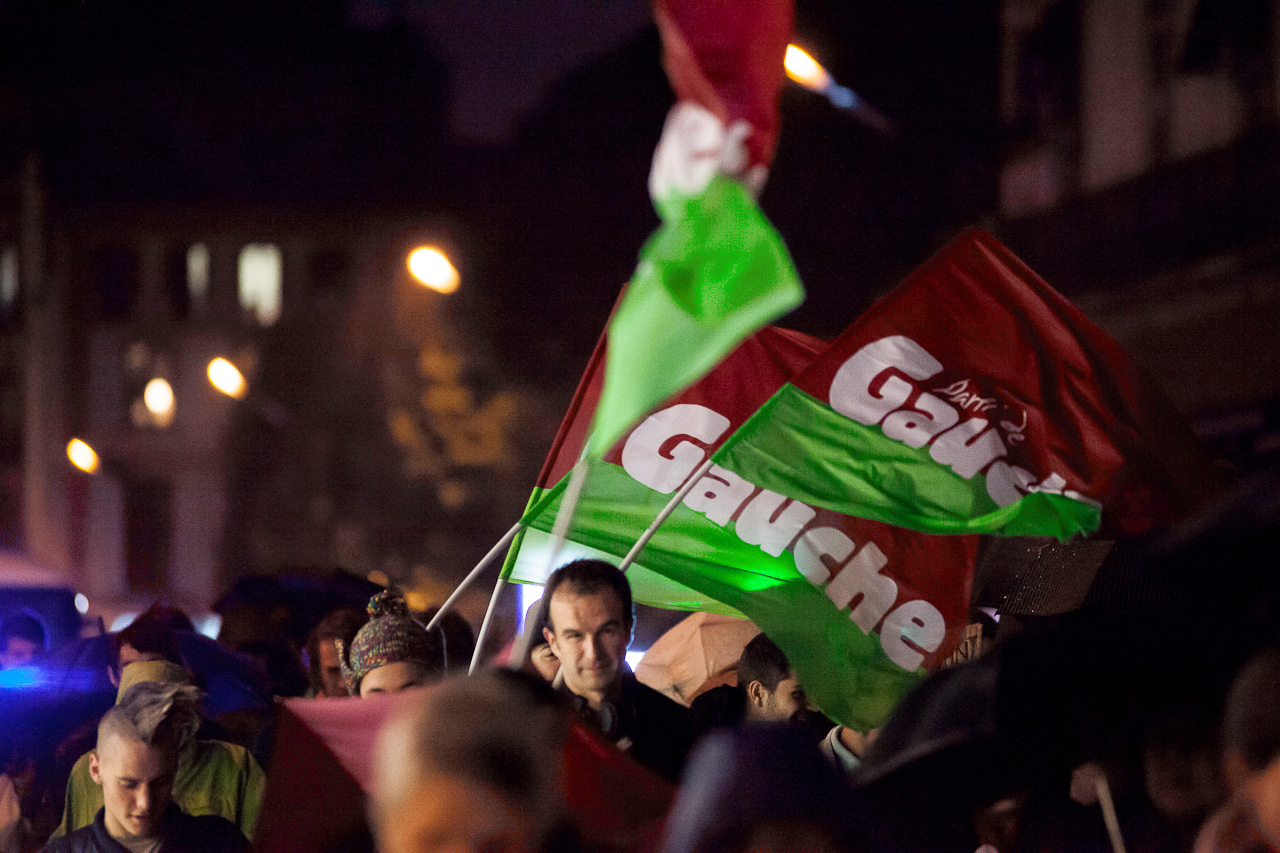
Une manifestation du Parti de gauche le 5 novembre 2013 à Toulouse.

Le troisième congrès du Parti de gauche se tient du 22 au 24 mars 2013 à Bordeaux. Sur le plan idéologique, c'est la notion d'écosocialisme qui est au cœur des débats. Selon Jean-Luc Mélenchon, cette doctrine est une « nouvelle synthèse à gauche », basée sur la constatation que, selon lui, « L’émancipation ne peut être atteinte par la croissance sans fin ». Sur le plan électoral, le Parti de gauche définit sa stratégie pour les élections municipales de 2014, prônant la formation dans un maximum de villes de « listes autonomes » du Front de gauche, annonçant d'ores et déjà que cet objectif de listes autonomes serait atteint dans 60 villes dont Paris, Lyon et Marseille. Ce congrès est également marqué par plusieurs attaques lancées contre le Parti socialiste et le gouvernement de Jean-Marc Ayrault, en particulier contre le ministre de l'Économie et des Finances Pierre Moscovici.
Malgré l'effondrement du PS, les résultats du Front de gauche, qui arrive en sixième position, sont décevants, avec un score similaire aux élections de 2009 (6,34 % des voix et 3 élus), alors que l'objectif était de dépasser le Parti socialiste. Jean-Luc Mélenchon, un mois après les élections, en tire un constat d'« échec » du Front de gauche, rejetant la responsabilité sur le PCF et les accords électoraux conclus entre celui-ci et le PS aux élections municipales.

### Échecs de 2014 et 2015
L'année 2014 est marquée par deux échecs électoraux et le départ de Jean-Luc Mélenchon de la codirection du parti.

#### Élections municipales de 2014
Alors que le Parti de gauche voulait avoir des listes du Front de gauche dans la plupart des villes de France, le Parti communiste français préfère dans certaines villes partir au côté du PS, notamment à Paris. Au bout du compte, Jean-Luc Mélenchon constate que dans la moitié des villes de plus de 20 000 habitants, le PCF partira avec le PG, et dans l'autre moitié, le PCF partira avec le PS. Au sortir du scrutin, le PG considère que là où la stratégie d'autonomie vis a vis du PS a été appliquée, la digue électorale a selon lui tenu en comparaison de l’effondrement général du PS au niveau national. Un focus particulier est mis sur Grenoble où EÉLV s'est allié au PG. La liste arrive en tête au premier tour et remporte la ville, malgré le maintien du PS au second tour et son refus d'une fusion technique. L'exemple grenoblois devrait servir de guide pour les régionales à venir et globalement pour la refondation de la gauche appelée de ses vœux par le co-président du PG.

#### Élections européennes de 2014
Le PG annonce qu'il lance sa campagne pour les élections européennes les 15 et 16 février 2014, sans le PCF. Les négociations reprennent avec les partenaires du Front de gauche après les municipales. Un accord sur les têtes de liste est finalement annoncé le 8 avril 2014 : le Parti de gauche et le PCF présentent trois têtes de liste chacun. Pour le PG, Jean-Luc Mélenchon est tête de liste dans le Sud-Ouest (comme en 2009), Corinne Morel Darleux (conseillère régionale Rhône-Alpes) est tête de liste dans le Centre, Gabriel Amard l'est dans l'Est. Par ailleurs, Éric Coquerel (conseiller régional Île-de-France) est numéro deux dans le Sud-Est, Raquel Garrido l'est en Île-de-France.

#### Suppression de la co-présidence du parti
Le 22 août 2014, Jean-Luc Mélenchon annonce que le statut de co-présidents du PG, occupés jusqu'alors par Martine Billard et lui-même, sera supprimé et la création d'une direction collégiale, avec une fonction de coordination confiée à Éric Coquerel et Danielle Simonnet.

#### Quatrième congrès (2015)
Pour ce quatrième congrès, moins de 1 700 militants s'expriment lors des votes organisés en assemblées générales de comité pour départager les différentes propositions de textes d'orientation (depuis 2012, le nombre de militants est passé de 12 000 à 10 000). Faisant face à une « véritable crise d’orientation », le Parti est partagé entre différentes orientations qui pour certaines proposent une sortie de l’euro et le refus systématique de toute forme d'alliance avec le Parti socialiste.
La motion alternative Clarté et courage politique, qui propose un référendum sur la sortie de l'UE et la fin de toute alliance avec le Parti socialiste, obtient plus de 45 % des suffrages des militants.
En mai 2015, Fabien Escalona, enseignant à Sciences Po Grenoble, explique l'absence de percée de la gauche radicale française (Parti de gauche, Parti communiste et une partie des écologistes), à la différence de SYRIZA en Grèce et de Podemos en Espagne, par plusieurs facteurs : les institutions et le mode de scrutin, la conjoncture économique et sociale (la France n'a pas connu une cure d'austérité aussi puissante que les pays précédemment cités) et les divisions internes à la gauche radicale. La puissance du FN n'explique selon lui pas la faiblesse de cette gauche, même si le parti frontiste a réussi à capter les primo-votants et les non-politisés. Enfin, Fabien Escalona ne voit pas de progression future de la gauche radicale si elle n'arrive pas à séduire en masse des électeurs socialistes déçus.

#### Échec aux élections régionales de 2015
Aux élections régionales françaises de 2015, le Parti de gauche fait élire sept conseillers régionaux en s'alliant au second tour avec le Parti socialiste, ce qui provoque une grave crise en interne et les critiques publiques de Paul Ariès, qui se sent « trahi ».

#### Crise à Grenoble
Depuis 2014, la mairie de Grenoble comporte des adjoints municipaux du PG. Mais la décision de fermer des bibliothèques dans le cadre d'un plan d'économies entraîne la démission de plusieurs membres du PG Grenoble et la création d'un nouveau groupe municipal Ensemble à gauche.

### Coexistence avec La France insoumise
Après plusieurs échecs électoraux successifs du Parti de gauche et du Front de gauche, le mouvement La France insoumise (FI) est créé en février 2016. Son premier but est l'élection présidentielle de l'année suivante, pour laquelle Jean-Luc Mélenchon est candidat. Fin 2016, la FI réunit plus de 130 000 personnes. Le soir du 23 avril 2017, Mélenchon obtient 19,58 % des suffrages et se place en quatrième position. Lors des élections législatives qui suivent, le Parti de gauche ne présente pas de candidats mais certains de ses membres se présentent sous la bannière de La France insoumise. La FI obtient environ 11 % des voix et dix-sept députés insoumis sont élus. Parmi eux, huit sont issus des rangs du PG : Jean-Luc Mélenchon, Éric Coquerel, Alexis Corbière, Adrien Quatennens, Ugo Bernalicis, Bastien Lachaud et Muriel Ressiguier.
Depuis, le Parti de gauche, considéré comme la matrice de La France insoumise, est absent de la scène médiatique. Les deux organisations partagent des idées politiques communes, mais ont une ambition différente : alors que la FI veut « rassembler plusieurs milliers de personnes », le PG est destiné à être un « forum politique » et un espace de débats pour la gauche insoumise. Il s'investit tout de même dans les actions de la FI. Entre 2017 et 2019, plusieurs médias, parmi lesquels Les Inrocks et Politis, s'interrogent sur son avenir,.
En décembre 2016 paraît le premier numéro de sa nouvelle revue L'Intérêt général, à la parution semestrielle sous la direction de Paul Vannier,. En juin 2018, le PG organise son quatrième congrès à Villejuif, dans le Val-de-Marne. Il revendique alors 6 000 adhérents. Le parti décide de quitter le Parti de la gauche européenne et de désormais soutenir Maintenant le peuple, une coalition internationale pour les élections européennes cocréée par la FI, les Espagnols de Podemos et les Portugais du Bloc de gauche. Le PG présente plusieurs candidats sur la liste nationale de La France insoumise.
À l'issue des élections législatives de 2022, le Parti de gauche revendique l'élection de vingt et un de leurs membres parmi les soixante-quinze députés de La France insoumise : Ugo Bernalicis, Christophe Bex, Manuel Bompard, Idir Boumertit, Sylvain Carrière, Hadrien Clouet, Éric Coquerel, Alexis Corbière, David Guiraud, Bastien Lachaud, Maxime Laisney, Antoine Léaument, Arnaud Le Gall, Sarah Legrain, Élisa Martin, Frédéric Mathieu, Adrien Quatennens, Danielle Simonnet, Andrée Taurinya, Matthias Tavel et Léo Walter. Adrien Quatennens est exclu en janvier 2023 en raison de sa condamnation judiciaire pour des violences conjugales.

## Résultats électoraux

### Élections législatives
| Année | 1er tour            | 1er tour            | 2d tour             | 2d tour             | Sièges   | Rang | Gouvernement |
| Année | Voix                | %                   | Voix                | %                   | Sièges   | Rang | Gouvernement |
| ----- | ------------------- | ------------------- | ------------------- | ------------------- | -------- | ---- | ------------ |
| 2012  | Au sein du FG       | Au sein du FG       | Au sein du FG       | Au sein du FG       | 1 / 577  |      | Opposition   |
| 2017  | Au sein de LFI      | Au sein de LFI      | Au sein de LFI      | Au sein de LFI      | 8 / 577  |      | Opposition   |
| 2022  | Au sein de la NUPES | Au sein de la NUPES | Au sein de la NUPES | Au sein de la NUPES | 22 / 577 |      | Opposition   |
| 2024  | Au sein du NFP      | Au sein du NFP      | Au sein du NFP      | Au sein du NFP      | 20 / 577 |      | Opposition   |

### Élections présidentielles
| Année | Candidat           | 1er tour  | 1er tour | 1er tour | 2d tour | 2d tour | 2d tour |
| Année | Candidat           | Voix      | %        | Rang     | Voix    | %       | Rang    |
| ----- | ------------------ | --------- | -------- | -------- | ------- | ------- | ------- |
| 2012  | Jean-Luc Mélenchon | 3 984 822 | 11,10    | 4e       | -       | -       | -       |
| 2017  | Jean-Luc Mélenchon | 7 059 951 | 19,58    | 4e       | -       | -       | -       |
| 2022  | Jean-Luc Mélenchon | 7 712 520 | 21,95    | 3e       | -       | -       | -       |

## Personnalités membres ou sympathisantes

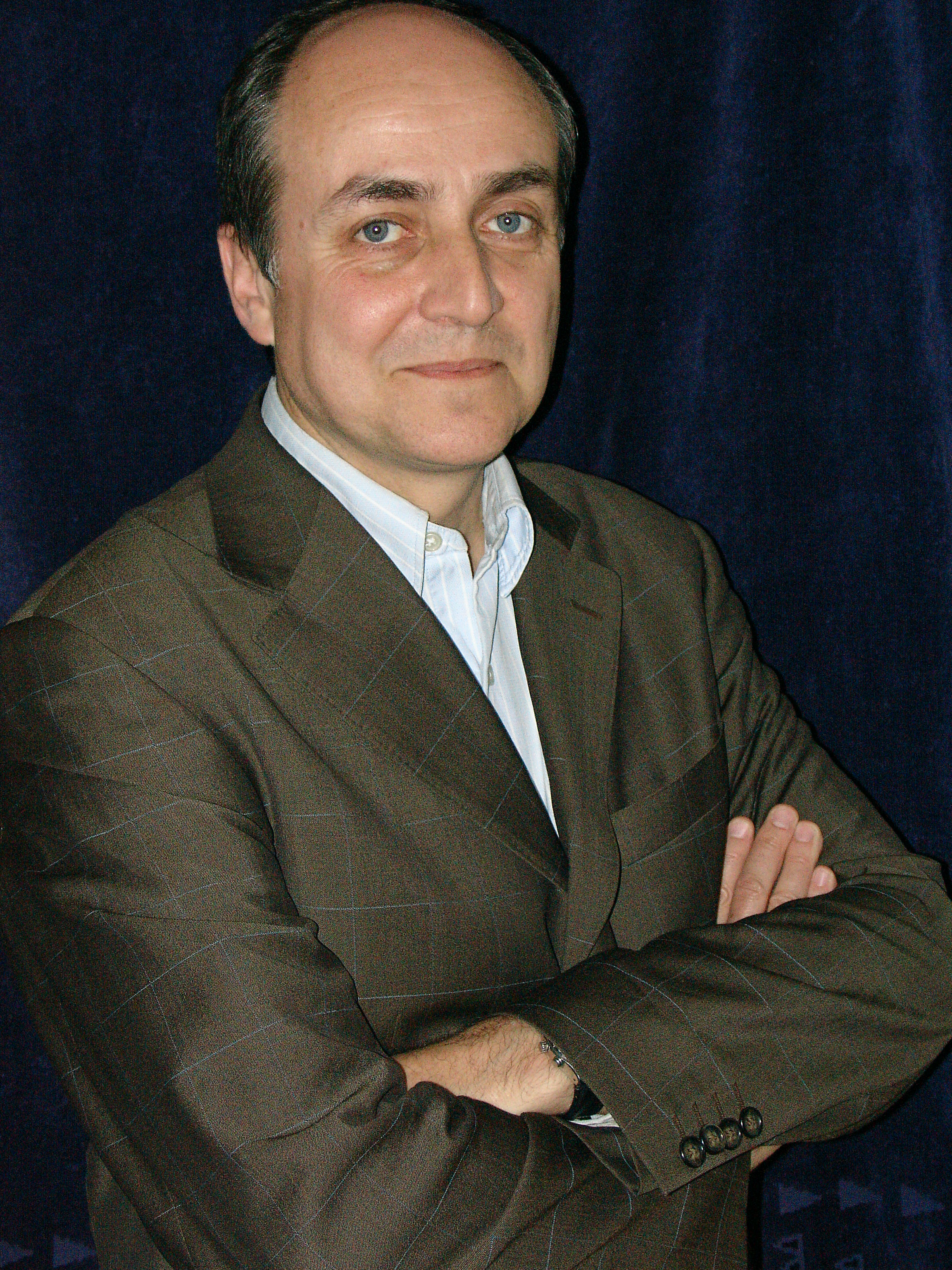
Jacques Généreux, ancien secrétaire national à l'économie.

- Alexis Corbière, ancien conseiller de Paris et premier adjoint du 12e arrondissement de Paris, secrétaire national à la lutte contre l’extrême droite, député de Seine-Saint-Denis[123]
- Raquel Garrido, avocate, porte-parole internationale puis secrétaire nationale à la Constituante et la VIe République, elle quitte le secrétariat national lors du congrès de 2015
- Benoît Schneckenburger, agrégé de philosophie, auteur d'essais, secrétaire national à la formation des militants et garde du corps de Jean-Luc Mélenchon[124],[125]
- Adrien Quatennens, membre depuis 2008, député du Nord à partir de 2017. Il est exclu en 2023[121].
- Michel Larive, député de l'Ariège
- Corinne Morel Darleux, figure du Mouvement Utopia, secrétaire nationale à l'écosocialisme, ancienne conseillère régionale de Rhône-Alpes puis d'Auvergne-Rhône-Alpes
- Danielle Simonnet, conseillère de Paris depuis 2008[126].
- Éric Coquerel, secrétaire national aux relations unitaires & extérieures (ex-président du MARS - Gauche républicaine), ancien conseiller régional d'Île-de-France, député de Seine-Saint-Denis[127],[123]
- François Autain, ancien sénateur de la Loire-Atlantique
- Ugo Bernalicis, député du Nord[123]
- François Delapierre, mort en 2015, délégué général puis secrétaire national du PG et directeur de la rédaction de l'hebdomadaire « À gauche », ancien conseiller régional d'Île-de-France
- Gabriel Amard, ancien président de la communauté d'agglomération Les Lacs de l'Essonne, secrétaire national aux élus, aux radicalités concrètes et à la Gauche par l'exemple, conseiller régional d'Auvergne-Rhône-Alpes
- Henri Peña-Ruiz, philosophe (spécialiste de la laïcité)
- Jacques Desallangre, ancien député de la 4e circonscription de l'Aisne, qui préfère toutefois soutenir la candidature de François Hollande pour l'élection présidentielle de 2012 plutôt que celle de Jean-Luc Mélenchon[128]
- Jacques Généreux, économiste et enseignant à l'Institut d'études politiques de Paris
- Jean-Luc Mélenchon, ancien député européen et ancien sénateur de l'Essonne, député des Bouches-du-Rhône[123],[129]
- Marie-Agnès Labarre, ancienne sénatrice de l'Essonne
- Bastien Lachaud, député de Seine-Saint-Denis[123]
- Martine Billard, ancienne députée de la 1re circonscription de Paris (2002-2012)[73]
- Maurice Charrier, ancien maire de Vaulx-en-Velin, ancien vice-président du Grand Lyon[130]
- René Revol, maire de Grabels et enseignant au lycée Alphonse Daudet de Nîmes
- Pascale Le Néouannic, conseillère régionale d'Île-de-France, secrétaire nationale à l’émancipation
- Robert Guédiguian, réalisateur, acteur, producteur et scénariste de cinéma français[131]
- Simone Mathieu, ancien maire de Viry-Châtillon